# Коли чоловік кохає жінку
«Коли чоловік кохає жінку» (англ. When a Man Loves a Woman) — романтична драма від режисера Луїса Мандокі, знята за сценарієм Рональда Басса та Ела Франкена. За свою роль Мег Раян отримала номінацію Премії Гільдії кіноакторів США у категорії «Найкраща жіноча роль» у 1995 році.

## Сюжет
Молода сім'я Еліс та Майкл Грін і їхні дві маленькі донечки Джесс і Кейсі, здається, живуть щасливим життям: вони люблять один одного, піклуються про себе та дітей. Але Еліс має алкогольну залежність. В стані сп'яніння жінка стає неконтрольованою. Певний час вона чинить опір лікуванню згубної звички. Проте настає переломний момент і її відправляють на реабілітацію. Еліс повертається додому сильною та зміненою, але чоловік був неготовий бачити свою дружину такою, що спричинило нову хвилю негараздів між ними.

## У ролях
| Актор                | Роль       |
| -------------------- | ---------- |
| Мег Раян             | Еліс Грін  |
| Енді Гарсія          | Майкл Грін |
| Еллен Берстін        | Емілі      |
| Тіна Мажоріно        | Джесс Грін |
| Мей Вітман           | Кейсі Грін |
| Філіп Сеймур Гоффман | Гері       |
| Лорін Том            | Емі        |
| Сюзанна Томпсон      | Джанет     |
| Ежен Роше            | Волтер     |
| Ерінн Кеневан        | Шеннон     |

## Сприйняття
Фільм отримав позитивні відгуки. На сайті Rotten Tomatoes його оцінка становить 71 % з середньою оцінкою 6.5/10 на основі 21 голосу критиків. Йому зараховано «попкорн» від пересічних глядачів, які позитивно оцінили стрічку: 78 % сподобався фільм.

## Цікаві факти
Спочатку головні ролі мали виконувати Том Генкс та Мішель Пфайфер. Акторка змінила свою думку, і її замінили на Дебру Вінгер. Але Вінгер також залишає проєкт як і Том Генкс. Остаточно на ролі були затверджені Енді Гарсія та Мег Раян.